# Frémery
Frémery – miejscowość i gmina we Francji, w regionie Grand Est, w departamencie Mozela.
Według danych na rok 1990 gminę zamieszkiwały 53 osoby, a gęstość zaludnienia wynosiła 12 osób/km² (wśród 2335 gmin Lotaryngii Frémery plasuje się na 992. miejscu pod względem liczby ludności, natomiast pod względem powierzchni na miejscu 1062.).